# Hobbit

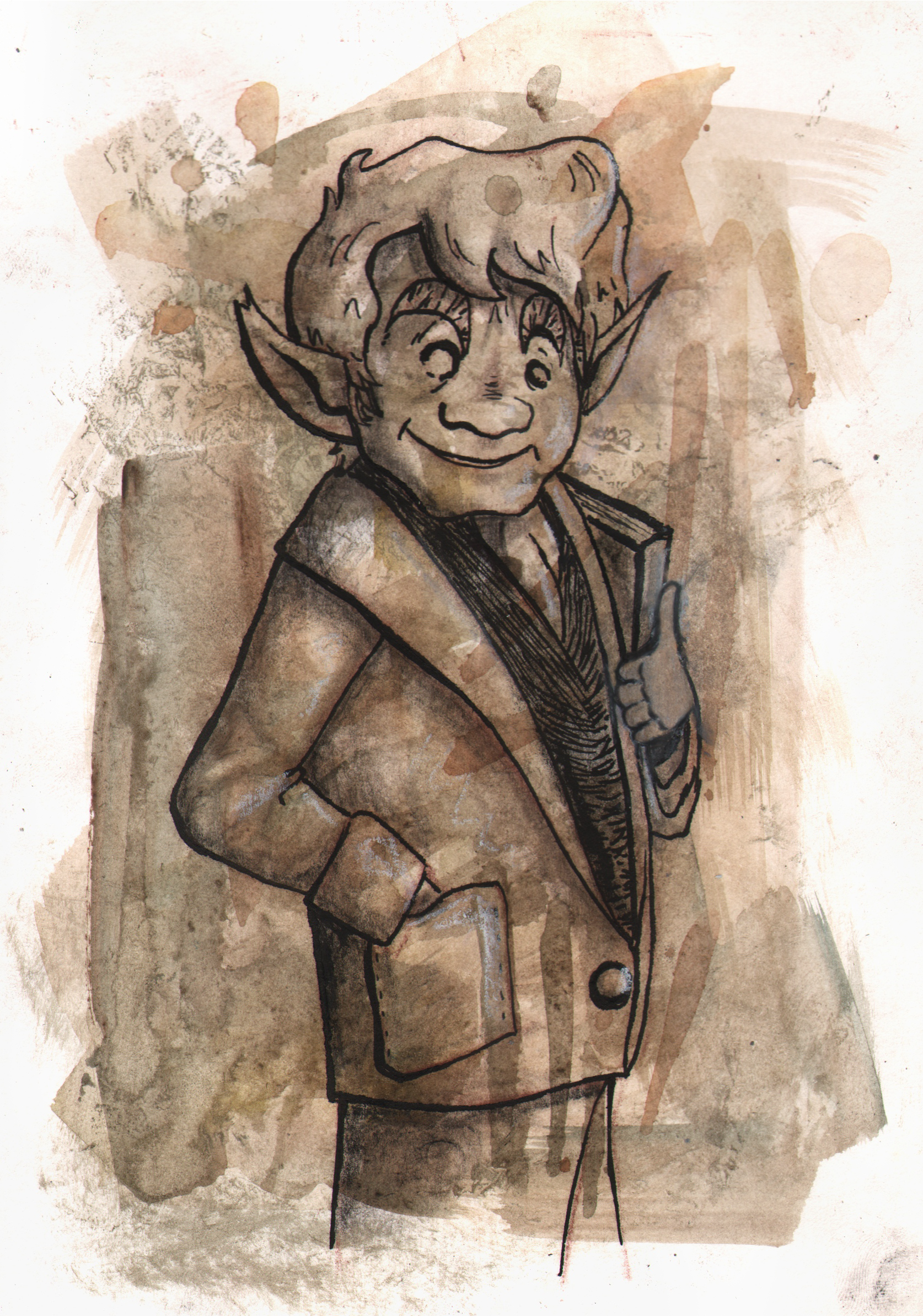
Bilbo Bolseiro, protagonista de O Hobbit.

Um hobbit é uma das criaturas criadas por J. R. R. Tolkien em suas obras (notavelmente O Hobbit e O Senhor dos Anéis), onde têm um papel principal, apesar de à partida serem um povo secundário entre os que habitam a Terra Média. Com cerca de metade da altura humana média, Tolkien apresentou os hobbits como uma variedade da humanidade, ou parentes próximos dela. Ocasionalmente conhecidos como halflings nos escritos de Tolkien, eles vivem descalços e tradicionalmente moram em casas subterrâneas caseiras que têm janelas, construídas nas encostas das colinas, embora outros morem em casas. Seus pés têm solas de couro naturalmente resistentes (portanto, não precisam de sapatos) e são cobertos por cabelos crespos.
Hobbits apareceu pela primeira vez no romance infantil de 1937 O Hobbit, cujo hobbit titular é o protagonista Bilbo Baggins, que é lançado em uma aventura inesperada envolvendo um dragão. Em sua sequência, O Senhor dos Anéis, os hobbits Frodo Baggins, Sam Gamgee, Pippin Took e Merry Brandybuck são personagens principais que desempenham papéis importantes na luta para salvar seu mundo ("Terra-média") do mal. Em O Hobbit, os hobbits vivem juntos em uma pequena cidade chamada Hobbiton, que em O Senhor dos Anéis é identificada como parte de uma região rural maior chamada Condado, a terra natal dos hobbits no noroeste da Terra-média. Eles também vivem em uma vila a leste do Condado, chamada Bree, onde coexistem com humanos comuns. Tolkien insinua que pode haver outros assentamentos de hobbits por ali, mas eles nunca são visitados na história.

## Descrição e concepção
Os hobbits pés-peludos são o tipo mais comum de hobbit. São morenos, preferem planícies e regiões banhadas por rios. Os cascalvas tem a pele e o cabelo mais claros, são mais altos e mais esguios que os outros tipos de hobbit, preferem bosques e florestas para morar além de serem descendentes de elfos. Outros hobbits dizem que estes têm "sangue de fada", por conta de sua ascendência. Os grados são tipos de hobbit mais robustos e frequentemente cultivam barbas. São mais próximos aos anões, e Sméagol costumava ser um cascalva antes de ser corrompido pelo anel.
- Meriadoc Brandybuck ou Merry - Filho de Saradoc "Espalha-Ouro" e Esmeralda Tûk da Buckland, nascido no ano 1382 do Calendário de Shire. É um dos companheiros que ruma do Condado com Frodo durante a Guerra do Anel.

- Peregrin Tûk ou Pippin - Filho de Paladin II e Eglantina Ladeira dos Grandes Smials, nascido no ano 1390 do Calendário do Condado. É um dos companheiros que ruma do Condado com Frodo durante a Guerra do Anel.
- Sméagol - Também chamado de Gollum, foi o portador do Anel do Poder durante 500 anos, o perdeu quando Bilbo Bolseiro o roubou. Também foi o guia de Frodo Bolseiro durante sua viagem até Mordor.

## Hobbits na cultura popular
Hobbits são populares em jogos de RPG, tanto eletrônicos como os de mesa.
Entretanto, a palavra "Hobbit" é uma marca registrada pertencente à família de Tolkien. Por esta razão, Dungeons & Dragons e outras fontes se referem a criaturas parecidas a hobbits usando outros nomes, o mais comum sendo halflings (alternativas incluem hin no universo de Mystara, hurthlings em Ancient Domains of Mystery, Bobbits na série de games Ultima, kender nos livros Dragonlance, Pequeninos no RPG brasileiro Tagmar e conhecidos também por kithkin no jogo de cartas colecionáveis Magic: The Gathering.